# 豪斯登堡

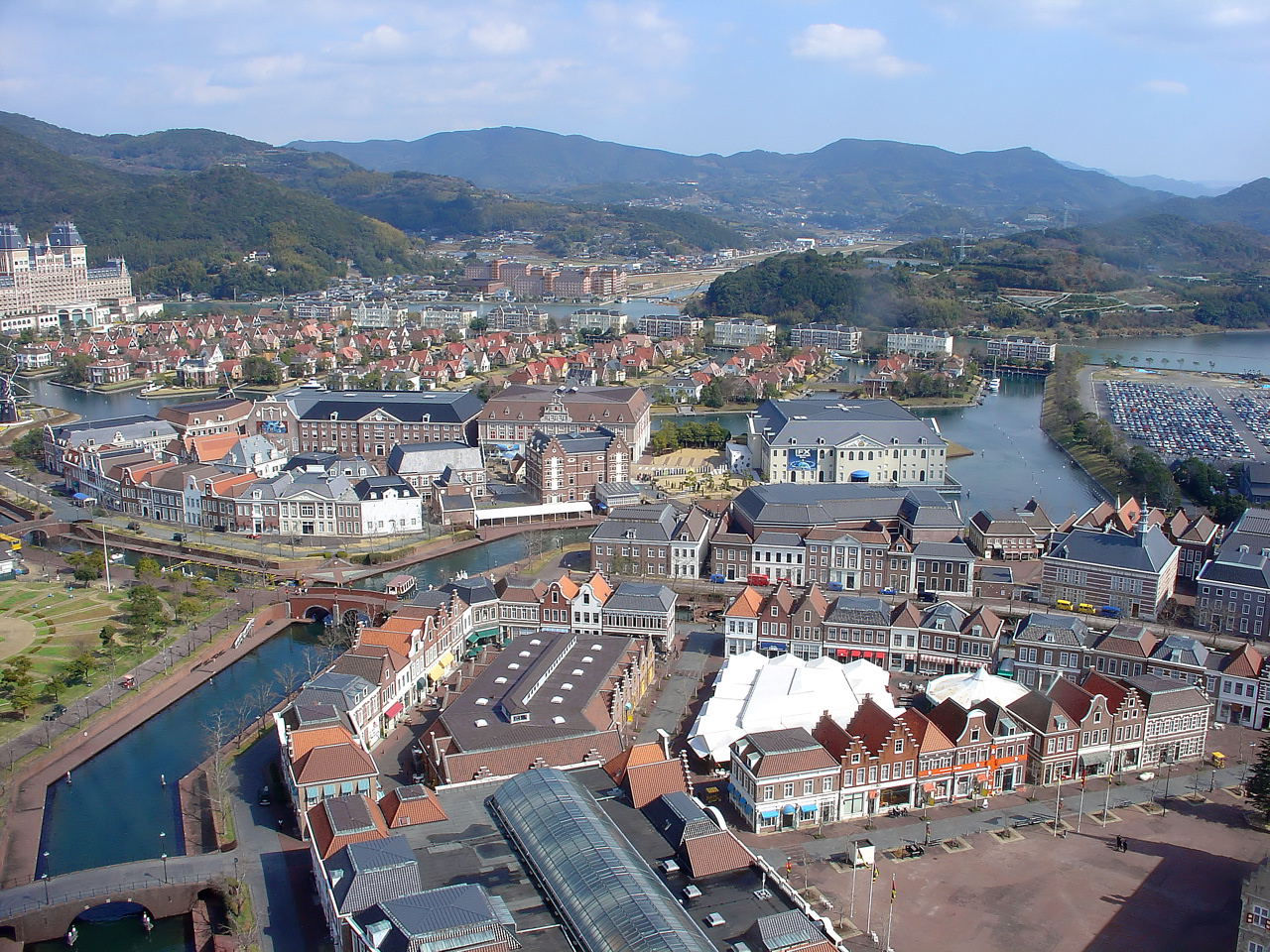
豪斯登堡園區

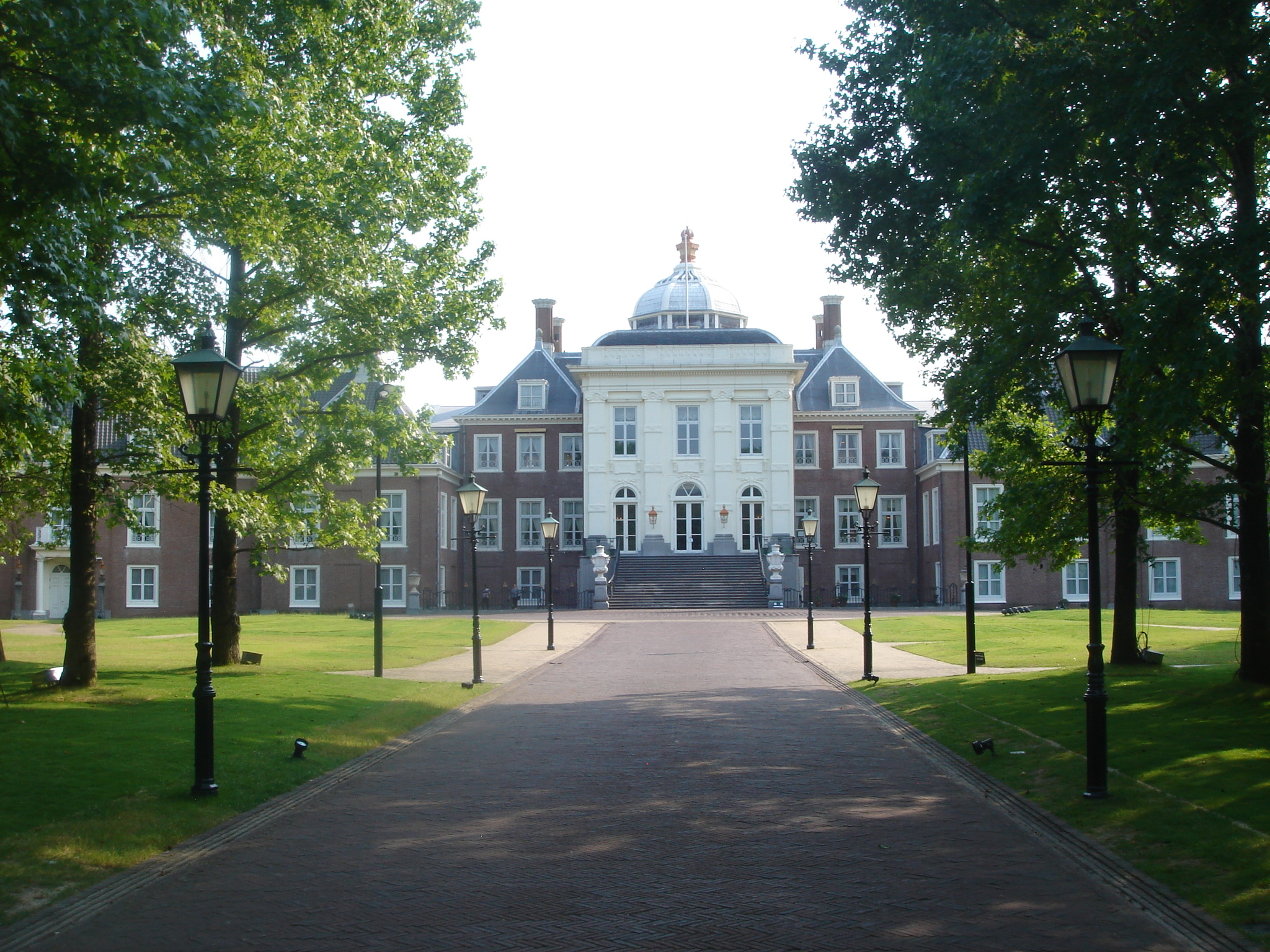
園區內的豪斯登堡宮殿，是按照現實中荷蘭女王的居所、豪斯登堡宮的外觀仿製而成的建築，內部實際上是個博物館。

豪斯登堡（日语： Hausutenbosu */?，簡稱HTB）是位于日本長崎縣佐世保市針尾島東部，接鄰大村灣及早岐瀨戶的主題公園，其主題為模仿荷蘭景觀及歐洲各地景色，也因為仿歐洲的景色，常被電視劇、電影、廣告作為外景取景地點。面積152公頃，為全日本面積最大的單一主題公園。
名稱｢豪斯登堡」來自荷蘭王室的官邸之一豪斯登堡宮，荷蘭語為，意為「森林之家」。
雖然是主題公園，但其設計概念為建立一個城鎮，因此不像其他主題公園會在園內規劃不讓觀光客看到的幕後作業區域；因此豪斯登堡如同一般的城鎮，遊客會直接看到包括宅配業者、旅館外包廠商等各種工作車輛直接駛入園內街道上，甚至直接停靠在街道旁進行搬運作業。而觀光客也可以騎乘自行車，遊覽風光。該地亦經常作為電影電視拍攝場地使用。

## 歷史

### 開園前
現在的豪斯登堡園區，大部分都是在江戶時代以围垦方式取得的海埔新生地，二次大戰末期曾被軍方徵收設立海軍兵學校針尾分校。戰爭結束後，由於針尾島西部的浦頭港成為海外日本人引揚歸國的港口之一，為接納大量自海外返回日本的人，日本政府在佐世保設立了「厚生省佐世保引揚援護局」，將此地做為這些返國人士下船後的暫時休息場所，然後再到東側的南風崎車站搭乘火車離開。
引揚援護局完成階段任務並關閉後，此地一度成為陸上自衛隊的針尾駐屯地，之後又在長崎縣政府的規劃下，開發為針尾工業團地，但由於工業用水的供給問題無法解決，始終無法順利吸引企業進駐。
1983年神近義邦在西彼杵郡西彼町成立了第一個以荷蘭為主題的主題公園－長崎荷蘭村（已於2001年關閉），長崎荷蘭村在最初的順利發展之後，卻因為附近腹地不足，不但停車空間不足，也造成周邊道路壅塞；因此神近義邦能夠在此地開發新的據點以擴大長崎荷蘭村的規模，為此，原本負責經營長崎荷蘭村的「長崎荷蘭村有限公司」（長崎オランダ村株式会社）更名為「豪斯登堡有限公司」（ハウステンボス株式会社），以準備開發位於針尾島東部的這塊土地。
新的這片區域由建築師池田武邦負責設計規劃，並和荷蘭政府合作以忠實的呈現荷蘭的建築物及街景，除了街道建築，也進行大規模的土壤改良，挖掘運河；1991年6月16日將指方町、江上町各一部分區域劃設新的「佐世保市豪斯登堡町」（佐世保市ハウステンボス町），一旁的縣道也更名為長崎縣道141號豪斯登堡線。

### 開園後
1992年3月10日，九州旅客鐵道配合即將開幕的主題公園，先在園區東北側早岐瀨戶的對岸設立豪斯登堡車站；3月25日，豪斯登堡正式開幕，同日往返博多車站至此的特急列車豪斯登堡號列車也開始營運。
在1996年時，年入園人數曾經達到425萬，但收入仍然不如建園時的預期目標，為償還建園時所借貸的債務，最初的長崎荷蘭村在2001年結束營業並將土地賣出，但一直到2003年時，建園之初的2,289億日圓債務仍無法償還，因此申請破產保護。破產後，豪斯登堡仍在重整基金的支持下維持營運，但營運狀況仍然處於虧損狀態。
2010年4月，豪斯登堡決定100%減資，由日本旅遊業者H.I.S.接手經營權，並獲得九州當地企業九州電力、西部瓦斯、九電工、JR九州和西日本鐵道的共同出資，並由H.I.S.的CEO兼任豪斯登堡的社長；由H.I.S.接手後，豪斯登堡也開始獲利。
2017年5月至2018年10月期間，豪斯登堡曾與手機遊戲開發商Good Luck 3合作推出手機遊戲「Aerial Legends」，遊戲中所有場景皆取景自豪斯登堡主題樂園內的各項景點設施，成為世界上第一款與主題樂園合作推出的手機遊戲。
2018年年底中國復星國際曾計畫投資豪斯登堡24.9%的股份，但在經過一個多月的談判後未能達成共識。2022年8月香港太盟投資集團旗下的PAG HTB Holdings收購66.6%股份，而另外33.3%股份也將由豪斯登堡回購。

## 官方酒店

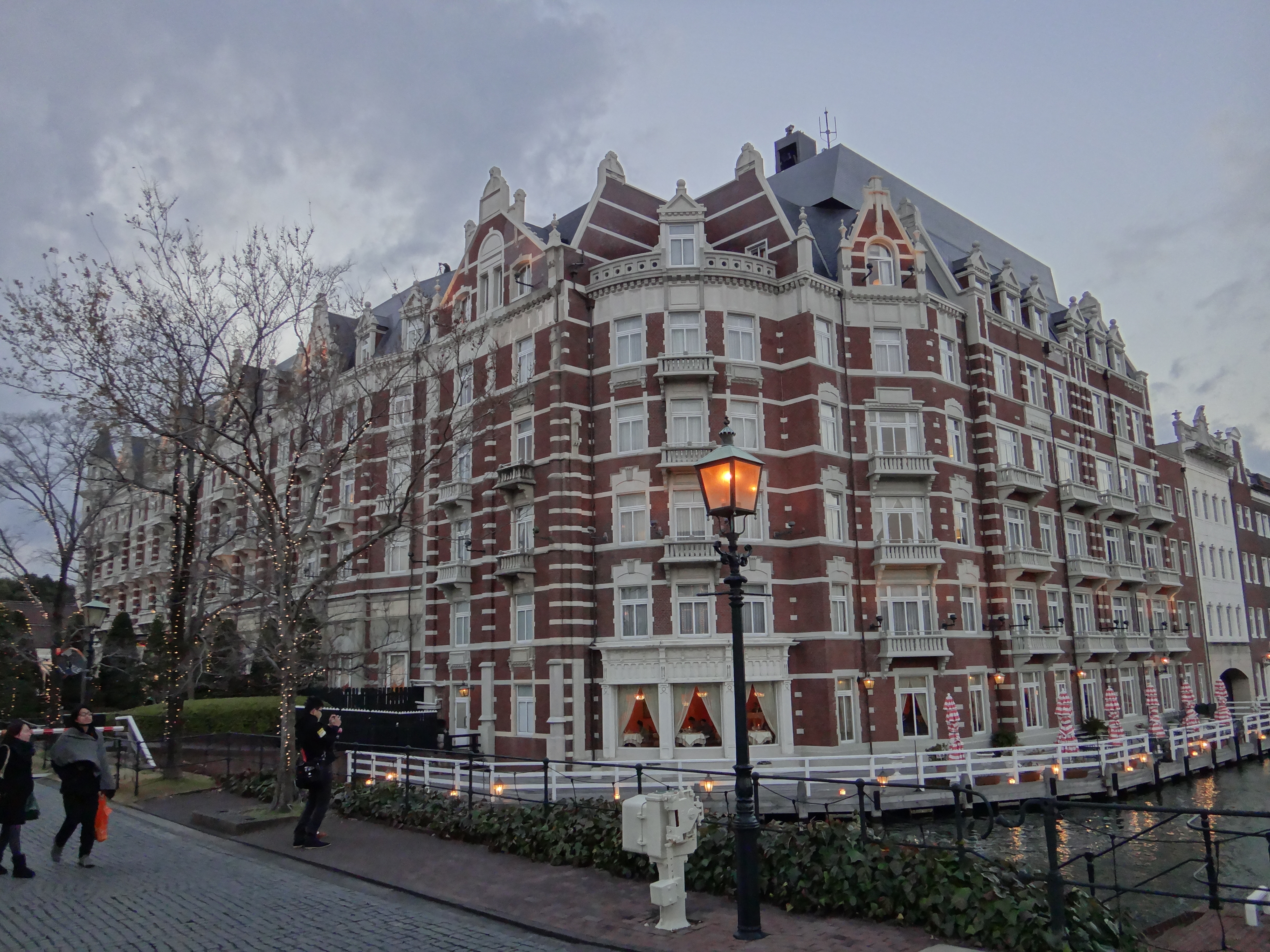
歐洲酒店

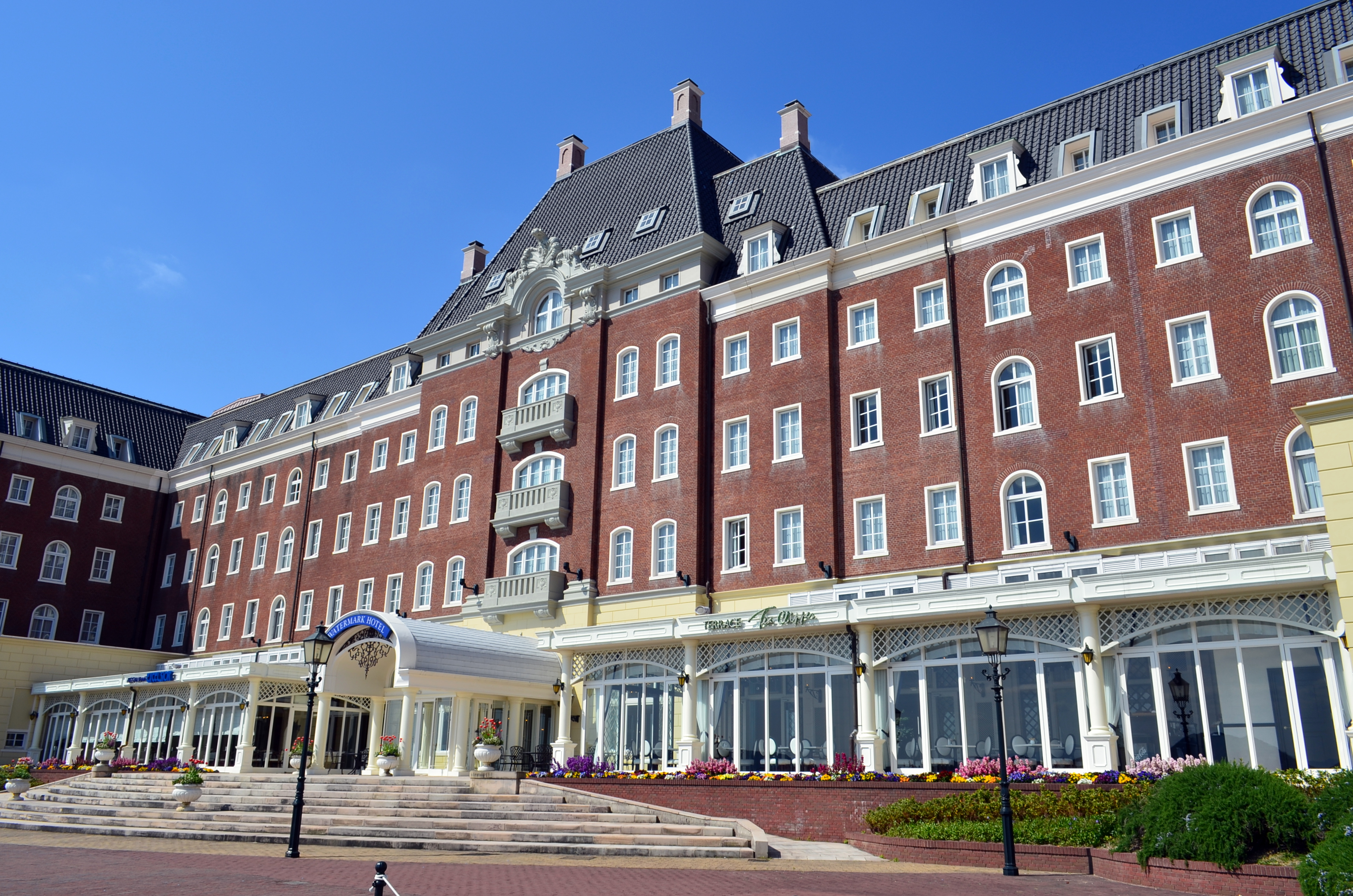
水印長崎豪斯登堡酒店

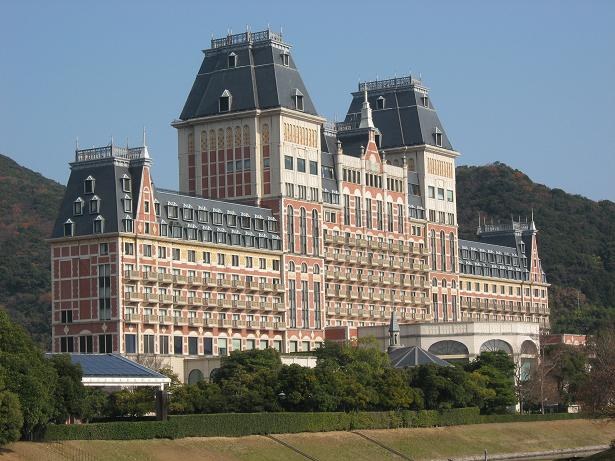
JR豪斯登堡大倉酒店

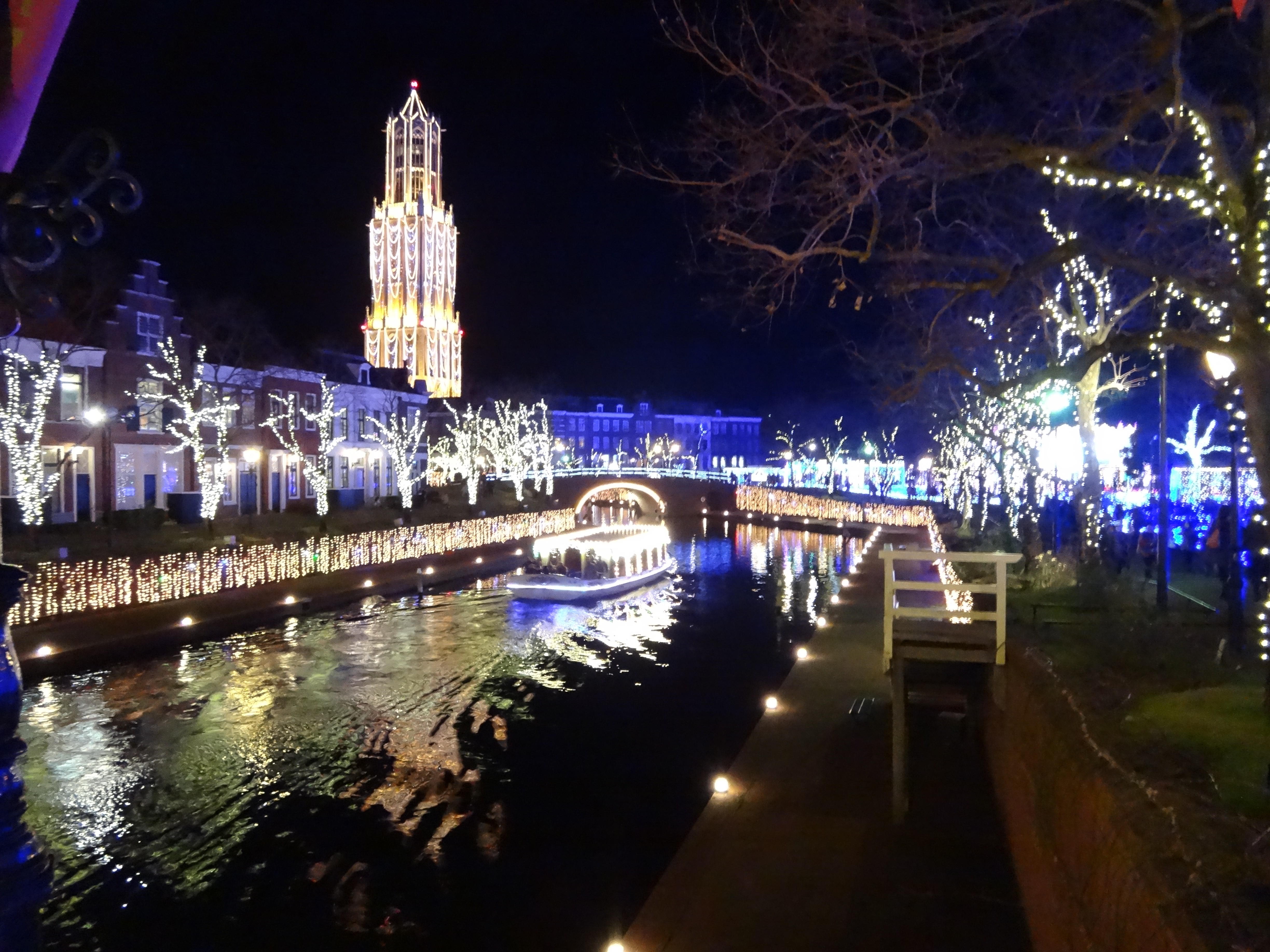

園內
- 歐洲酒店（ホテルヨーロッパ）
由豪斯登堡直接經營，位於園區內南側運河邊，外觀為仿歐式建築，內裝也採歐洲風格，可以經由運河渡輪進入飯店。設有別館「迎賓館」，專用於接待貴賓，過去曾住宿過的知名人物包括：天皇伉儷、文仁親王伉儷、碧翠絲女王、麥可·傑克森、珍娜·傑克森。在1994年曾加盟大倉飯店系統，2009年合約結束。
- 阿姆斯特丹酒店（ホテルアムステルダム）
由豪斯登堡直接經營，位於園區南側，臨大村灣。
- 森林別墅酒店（フォレストヴィラ）
由豪斯登堡直接經營，位於園區西南側，擁有105間小木屋，皆位於樹林中的湖畔。
- 水印長崎豪斯登堡酒店（ウォーターマークホテル長崎）
由豪斯登堡母公司H.I.S集團所經營，位於園區西南側，鄰大村灣；過去原為豪斯登堡直接經營的海牙酒店（ホテルデンハーグ），2009年結束營業，在H.I.S.集團接手後於2011年改為H.I.S.的飯店重新開張。

園外
- 海茵娜飯店（日语：変なホテル）豪斯登堡（変なホテル ハウステンボス）
由豪斯登堡母公司H.I.S集團所經營，位於園區北側，長崎縣道141號豪斯登堡線（日语：長崎県道141号ハウステンボス線）旁，以「智慧旅館」為特色，利用多種機器人協助旅館的運營，因此也常旅客和媒體稱為「機器人飯店」。
- JR豪斯登堡大倉酒店（ホテルオークラJRハウステンボス） 
位於豪斯登堡園區東北側，靠近豪斯登堡車站，屬於九州旅客鐵道集團；在1995年開幕之初為全日空酒店的加盟連鎖，2012年改加盟大倉飯店。
- 日航飯店 豪斯登堡（ホテル日航ハウステンボス）
位於豪斯登堡北側，園區的主要入口旁；屬於大倉日航飯店管理品牌。

## 外部連結
- （繁體中文） 繁體中文官方網頁（页面存档备份，存于）
- （简体中文） 簡體中文官方網頁（页面存档备份，存于）
- （日語） ハウステンボス / HUIS TEN BOSCH的Facebook專頁
- （繁體中文） 豪斯登堡 HUIS TEN BOSCH的Facebook專頁